# Pygora griveaudi
Pygora griveaudi är en skalbaggsart som beskrevs av Ruter 1973. Pygora griveaudi ingår i släktet Pygora och familjen Cetoniidae. Inga underarter finns listade i Catalogue of Life.